# Tandanus tandanus
Espèce
Le poisson-chat tandanus (Tandanus tandanus) est une espèce de poissons d'eau douce originaire des rivières Murray-Darling en Australie. Son nom scientifique vient du nom ("tandan").

## Description
Ce sont des poissons pesant généralement entre 1 et 2 kilogrammes mais certains spécimens arrivent à 7 kg.
Ils ont une bouche orientée vers le bas avec des lèvres lippues entourées de huit "poils de moustache" qui leur servent à s'aider à s'alimenter. Ce sont des poissons trappus, cylindriques, allongés, avec une moitié postérieure ressemblant à une anguille. Une petite nageoire continue entoure toute cette moitié postérieure du corps. Les yeux sont petits. La couleur est variable mais le plus souvent faite de taches vertes et violettes.

## Alimentation
Ce sont des poissons carnivores fourageant au fond de l'eau à la recherche de crevettes, d'écrevisses et autres proies.

## Reproduction
Ils se reproduisent au printemps, la reproduction étant liée à l'augmentation des longueurs des journées et de la température de l'eau. Ils construisent, avec des graviers, de grands nids de plus d'un mètre de diamètre dans lesquels ils déposent leurs œufs. Les mâles gardent les nids jusqu'à l'éclosion.

## Devenir
Ils sont en voie de disparition étant entrés en concurrence avec les carpes importées qui ont le même type d'alimentation qu'eux.